# Emesis ocypore
Emesis ocypore is een vlindersoort uit de familie van de prachtvlinders (Riodinidae), onderfamilie Riodininae.
Emesis ocypore werd in 1837 beschreven door Geyer.